# 拉斯·本德
拿斯·賓達（德語：Lars Bender，1989年4月27日—）是一位德國教練、退役足球運動員，司職防守中場，也可司職中堅及右閘。現任巴伐利亚足球地区联赛球會瓦克尔布格豪森總教練。

## 生平

### 球會
本德獲得過弗里茨·瓦尔特大奖的金獎（Fritz-Walter trophy）。2009年夏季，他從慕尼黑1860轉會來到了勒沃庫森，轉會費約250萬歐元，簽約三年。加盟首季上陣20場及射入1球
隨著於2010/11年球季回歸利華古遜，本德一度被貶為中場中的第四人選，但他反而逐漸鞏固正選席位，於上陣27場射入3球。
2020年12月，本德兄弟宣布20/21賽季結束後從勒沃库森足球俱乐部退役。

### 國家隊
本德曾是德國U19國家隊的一員，是2008年歐洲U-19足球錦標賽奪標功臣之一，更在決賽3-1擊敗義大利一役射入1球。
2009年11月6日賓達與斯文·本德兄弟一同首次獲召加入德國U21大軍，但卻因傷而雙雙退隊。2010年8月12日本德首次代表德國U21上陣，但作客以1-4慘敗於冰島腳下，同時失去歐洲U-21足球錦標賽衛冕及奧運會參賽資格。
2012年入選歐國盃決賽週23人名單，在6月17日德國對陣丹麥中正選上陣，並取得入球幫助德國隊2比1取勝，穩守小組賽出線資格。

## 私人生活
拿斯·賓達的雙胞胎兄弟斯文·本德曾一同效力利華古遜。

## 外部連結
- Soccerway資料庫：拉斯·本德
- 拿斯·賓達 at transfermarkt.de （德文）
- fussballdaten.de：拿斯·賓達之統計數據 （德文）